# Hősök söre
A Hősök söre magyar sörfajta volt. 1915-től Kőbányán készült idényjellegű, nagy tápértékű sörként. 

## Története
Kőbányán utolsóként, az első világháború idején épült meg a Fővárosi Serfőző Rt. gyára, egyik tulajdonosa és vezetője Kuffner Raoul volt, Tamara de Łempicka festő férje. A Hősök söre 1915 elején jelent meg a piacon, és mint tavaszi idénysör, ezt követően minden év február 20-a körül került forgalomba.
A sör reklámját azzal kezdték, hogy a Vígadóban hetente háromszor frissen csapolva kínálták. Egyik reklámja szerint
A leggyávább ember hőssé válik ettől a sörtől, a hősök pedig félistenekké lesznek.
Más reklámok azt emelték ki, hogy világhírű a gyártója, „békeminőségben” készült tripla malátával, és tápjellejű.
1921-ben a Fősört, a „pesti zsidó sörgyárat” egy olvasó megtámadta a sajtóban azzal, hogy nyereségszerzésre használja fel a vértanúk és katonahősök emlékét. (Olvasói levelében érintőlegesen a Szent István malátasört, a Kőbányai Polgári Serfőző Rt. gyártmányát is megemlítette, amiért profanizálja a Szent István király nevet. A Serfőző Rt. nem változtatott a sör nevén, de ettől kezdve „békebeli sörnek” nevezte a reklámjaiban a Hősök sörét, és elhagyta a háborúra való emlékezést.)
Az 1920-as években a cégnek rendszeresen jelentek meg reklámkeresztrejtvényei a napi lapokban. A gyár, illetve közvetve a Hősök Söre reklámozásában pedig olyanok vettek részt, mint Zoro és Huru, a világhírű dán burleszkpár, és olyan magyar sztárok, mint Kiss Ferenc, Vígh Manci, Zerkovitz Béla zeneszerző, Honthy Hanna, Simon Marcsa, Lóránt Vilmos főrendező és Szirmai Vilmos.
1934-ben a Fősör a Dreher és más sörgyárak tulajdonába került. Ekkortól már nem reklámozták a Hősök sörét, de 1936-ban még megemlítették egy hazafias menüben.

## Jellemzői
Magasfokú, sötét, tavaszi idénysör volt tripla malátatartalommal, tápsörként forgalmazták.